# 高军 (乒乓球运动员)
高军（1969年1月25日—），籍贯河北省保定市，女子乒乓球运动员，曾代表中国及美国参赛。1992年，她代表中国获得奥运乒乓球女子双打银牌。
1994年之后，高军移籍美国，共夺得9次单打、11次双打和8次混双冠军。